# 2004년 한국프로야구 포스트시즌
삼성증권배 2004 프로야구 포스트시즌은 10월 8일부터 11월 1일까지 열렸다.

## 준 플레이오프
준 플레이오프에서는 3위 두산 베어스와 4위 KIA 타이거즈가 맞붙었다.

### 1차전
10월 8일 - 서울종합운동장 야구장
| 팀 | 1 | 2 | 3 | 4 | 5 | 6 | 7 | 8 | 9 | R  | H | E |
| KIA 타이거즈 | 0 | 0 | 0 | 3 | 0 | 0 | 0 | 4 | 1 | 8  | - | - |
| 두산 베어스 | 0 | 2 | 4 | 0 | 2 | 0 | 3 | 0 | X | 11 | - | - |
| 승리 투수: 레스 패전 투수: 리오스 세이브: 구자운 홈런: KIA – 손지환(8회 스리런) 두산 – 알칸트라(2회 투런/3회 스리런), 안경현(5회 투런/7회 스리런) |   |   |   |   |   |   |   |   |   |    |   |   |

### 2차전
10월 9일 - 광주무등경기장 야구장
| 팀 | 1 | 2 | 3 | 4 | 5 | 6 | 7 | 8 | 9 | 10 | 11 | 12 | R | H | E |
| 두산 베어스 | 0 | 0 | 0 | 0 | 1 | 0 | 0 | 0 | 1 | 0  | 0  | 6  | 8 | - | - |
| KIA 타이거즈 | 0 | 0 | 0 | 2 | 0 | 0 | 0 | 0 | 0 | 0  | 0  | 0  | 2 | - | - |
| 승리 투수: 권명철 패전 투수: 최향남 홈런: 두산 – 알칸트라(5회 솔로), 홍성흔(12회 만루), 안경현(12회 투런) KIA – 손지환(4회 투런) |   |   |   |   |   |   |   |   |   |    |    |    |   |   |   |

두산 베어스, 2승으로 플레이오프 진출
준 플레이오프 MVP: 홍성흔(두산,포수)

## 플레이오프
플레이오프에서는 2위 삼성 라이온즈와 두산 베어스가 격돌했다.

### 1차전
10월 13일 - 대구시민운동장 야구장
| 팀                                                                               | 1 | 2 | 3 | 4 | 5 | 6 | 7 | 8 | 9 | R | H | E |
| 두산 베어스                                                                      | 0 | 0 | 0 | 1 | 0 | 3 | 0 | 0 | 0 | 4 | 6 | 0 |
| 삼성 라이온즈                                                                    | 0 | 0 | 0 | 0 | 0 | 0 | 0 | 3 | 0 | 3 | 7 | 0 |
| 승리 투수: 레스 패전 투수: 김진웅 세이브: 구자운 홈런: 삼성 – 김한수(8회 스리런) |   |   |   |   |   |   |   |   |   |   |   |   |

### 2차전
10월 14일 - 대구시민운동장 야구장
| 팀 | 1 | 2 | 3 | 4 | 5 | 6 | 7 | 8 | 9 | R | H | E |
| 두산 베어스                                                                                              | 0 | 1 | 0 | 0 | 0 | 0 | 0 | 0 | 0 | 1 | 3 | 1 |
| 삼성 라이온즈                                                                                            | 0 | 1 | 2 | 0 | 0 | 0 | 0 | 0 | X | 3 | 7 | 0 |
| 승리 투수: 배영수 패전 투수: 전병두 세이브: 권오준 홈런: 두산 – 홍성흔(2회 솔로) 삼성 – 로페즈(3회 투런) |   |   |   |   |   |   |   |   |   |   |   |   |

### 3차전
10월 16일 - 서울종합운동장 야구장
| 팀                                                                               | 1 | 2 | 3 | 4 | 5 | 6 | 7 | 8 | 9 | R | H | E |
| 삼성 라이온즈                                                                    | 0 | 0 | 1 | 0 | 0 | 0 | 0 | 0 | 1 | 2 | 6 | 1 |
| 두산 베어스                                                                      | 0 | 0 | 0 | 0 | 0 | 0 | 0 | 0 | 0 | 0 | 6 | 0 |
| 승리 투수: 호지스 패전 투수: 박명환 세이브: 임창용 홈런: 삼성 – 진갑용(9회 솔로) |   |   |   |   |   |   |   |   |   |   |   |   |

### 4차전
10월 17일 - 서울종합운동장 야구장
| 팀                                                                               | 1 | 2 | 3 | 4 | 5 | 6 | 7 | 8 | 9 | R | H | E |
| 삼성 라이온즈                                                                    | 4 | 0 | 0 | 0 | 0 | 3 | 0 | 0 | 1 | 8 | - | - |
| 두산 베어스                                                                      | 1 | 0 | 0 | 1 | 2 | 1 | 0 | 0 | 0 | 5 | - | - |
| 승리 투수: 권오준 패전 투수: 레스 세이브: 배영수 홈런: 삼성 – 로페즈(1회 스리런) |   |   |   |   |   |   |   |   |   |   |   |   |

삼성 라이온즈, 3승 1패로 한국시리즈 진출
플레이오프 MVP: 로페즈(삼성,지명타자) 13타수 6안타, 타율 0.462, 2홈런, 6타점

## 한국시리즈
2002년 이후 2년 만에 한국시리즈에 오른 삼성은, 한국시리즈에서 현대 유니콘스와 처음으로 9차전까지 가는 치열한 명승부를 벌였으나, 수중전으로 치러진 9차전에서 7:8로 분패, 2승 3무 4패를 기록하며 준우승에 머물렀다. 반면 현대 유니콘스는 2003년에 이어 2년 연속 우승을 차지하였다.

## 중계 일정

### TV 중계

#### 준플레이오프
1차전 (10월 8일)
- ITV 경인방송, KBS SKY SPORTS

2차전 (10월 9일)
- KBS SKY SPORTS, SBS 스포츠

#### 플레이오프
1차전 (10월 13일)
- KBS2

2차전 (10월 14일)
- ITV 경인방송, KBS SKY SPORTS, SBS 스포츠

3차전 (10월 16일)
- KBS1

4차전 (10월 17일)
- ITV 경인방송, KBS SKY SPORTS, SBS 스포츠

## 같이 보기
- 2004년 한국프로야구